# Провозглашение Российской республики
Провозглашение Российской республики произошло 1 (14) сентября 1917 года принятием постановления Временного правительства.
Следствием провозглашения республики стало учреждение  Директории («Деловой кабинет») из пяти человек во главе с А. Ф. Керенским, которому Временное правительство передавало всю полноту своей власти.
В течение сентября 1917 года появились также и другие новые органы власти: Демократическое совещание и Предпарламент.
К 26 сентября (9 октября) 1917 года формируется третье коалиционное правительство.
Предполагалось, что окончательное решение о государственном устройстве страны вынесет Учредительное собрание.

## Предпосылки провозглашения
Провозглашению Российской республики предшествовало неудавшееся вооружённое выступление, предпринятое Верховным главнокомандующим русской армии генералом Корниловым с целью установления в революционной России «твёрдой власти». В свою очередь, Керенский разрешил выдачу оружия большевистской Красной гвардии для борьбы с корниловцами. ВЦИК сформировал Комитет народной борьбы с контрреволюцией, который мобилизовал на борьбу с корниловцами до 60 тыс. человек; навстречу наступающим солдатам были высланы большевистские агитаторы. Против Корнилова выступили также железнодорожники.
Кадеты в знак солидарности с генералом Корниловым подали в отставку, чем вызвали очередной правительственный кризис.